# Ворсик
Ворсик — река в России, протекает в Богородском районе Кировской области. Устье реки находится в 15 км по правому берегу реки Белая Лобань. Длина реки составляет 17 км, площадь водосборного бассейна 97,4 км².
Исток реки расположен в урочище Котри восточнее деревни Ворсик (Ошланское сельское поселение) в 7 км к северо-западу от посёлка Богородское. Река течёт на юго-запад и юго-восток, протекает деревню Ворсик, далее ненаселена. В низовьях выходит на заболоченную низменность, делится на сеть каналов и канав, которыми и впадает в Белую Лобань у деревни Хороши.

## Данные водного реестра
По данным государственного водного реестра России относится к Камскому бассейновому округу, водохозяйственный участок реки — Вятка от водомерного поста посёлка городского типа Аркуль до города Вятские Поляны, речной подбассейн реки — Вятка. Речной бассейн реки — Кама.
Код объекта в государственном водном реестре — 10010300512111100039702.